# Deomali
Deomali é uma vila no distrito de Tirap, no estado indiano de Arunachal Pradexe.

## Demografia
Segundo o censo de 2001, Deomali tinha uma população de 6060 habitantes. Os indivíduos do sexo masculino constituem 53% da população e os do sexo feminino 47%. Deomali tem uma taxa de literacia de 62%, superior à média nacional de 59,5%: a literacia no sexo masculino é de 69% e no sexo feminino é de 55%. Em Deomali, 17% da população está abaixo dos 6 anos de idade.